# Andrew Bradley
Andrew Bradley (Wenen, 14 juli 1982) is een Oostenrijks voormalig wielrenner die zowel als weg- en als baanwielrenner actief was. In 2003 werd hij nationaal kampioen tijdrijden; in 2006 veroverde hij de nationale titel op de puntenkoers. In 2007 won hij de Ronde van Hongarije.

## Palmares
2003
- Oostenrijks kampioen tijdrijden

2006
- Oostenrijks kampioen puntenkoers

2007
- Eindklassement Ronde van Hongarije

## Ploegen
- 1999–2000: GS Rinascita-Ormelle
- 2001–2003: Bosch Hausgeräte Junkers
- 2004-2005: Elk Haus-Simplon
- 2005-2006: Junkers Royalbeach
- 2006-2007: Aposport Krone Linz
- 2007-2008: Swiag
- 2008-2009: RC Arbö Resch & Frisch Gourmetfein Wels